# Burrard Inlet
Burrard Inlet är en relativt grund fjord i sydvästra British Columbia i Kanada, som skapades under istiden. Fjorden skiljer Vancouver från dess norra förorter. Indianer har bebott området kring fjorden i tusentals år. 1791 anlände de första européerna till området, däribland upptäcktsresanden George Vancouver som namngav floden efter sin vän, Harry Burrard-Neale.
Fjorden omges till största delen av städer, såsom Vancouver, West Vancouver, North Vancouver, Burnaby och Port Moody. Tre broar spänner över fjorden.